# Военное производство во время Второй мировой войны

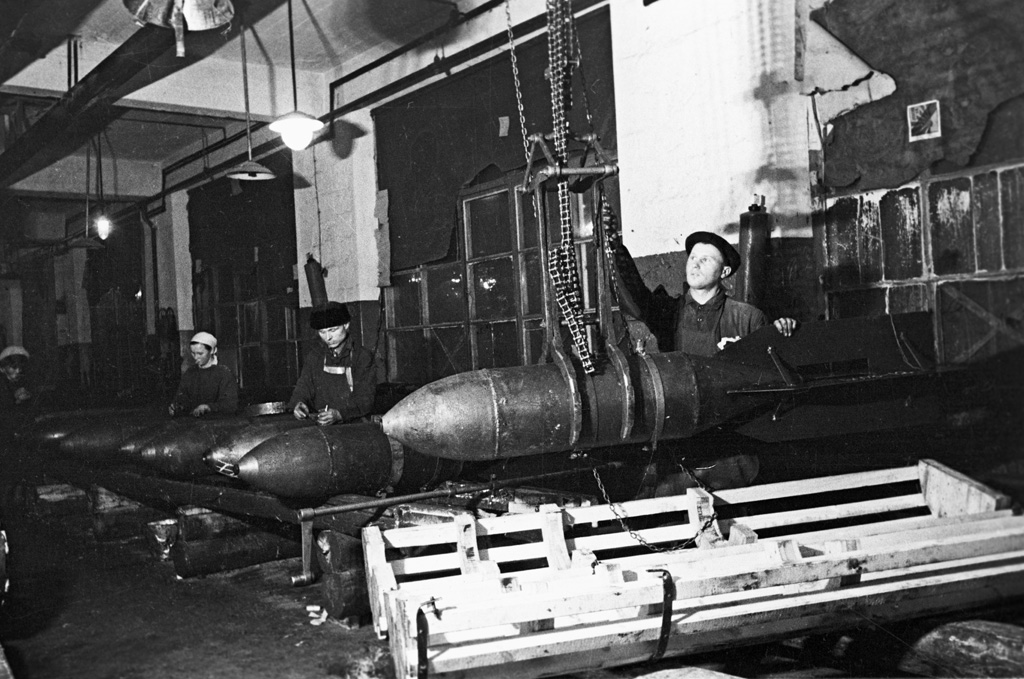
Производство авиабомб на одном из московских заводов, декабрь 1941 года, фото А. В. Устинова.

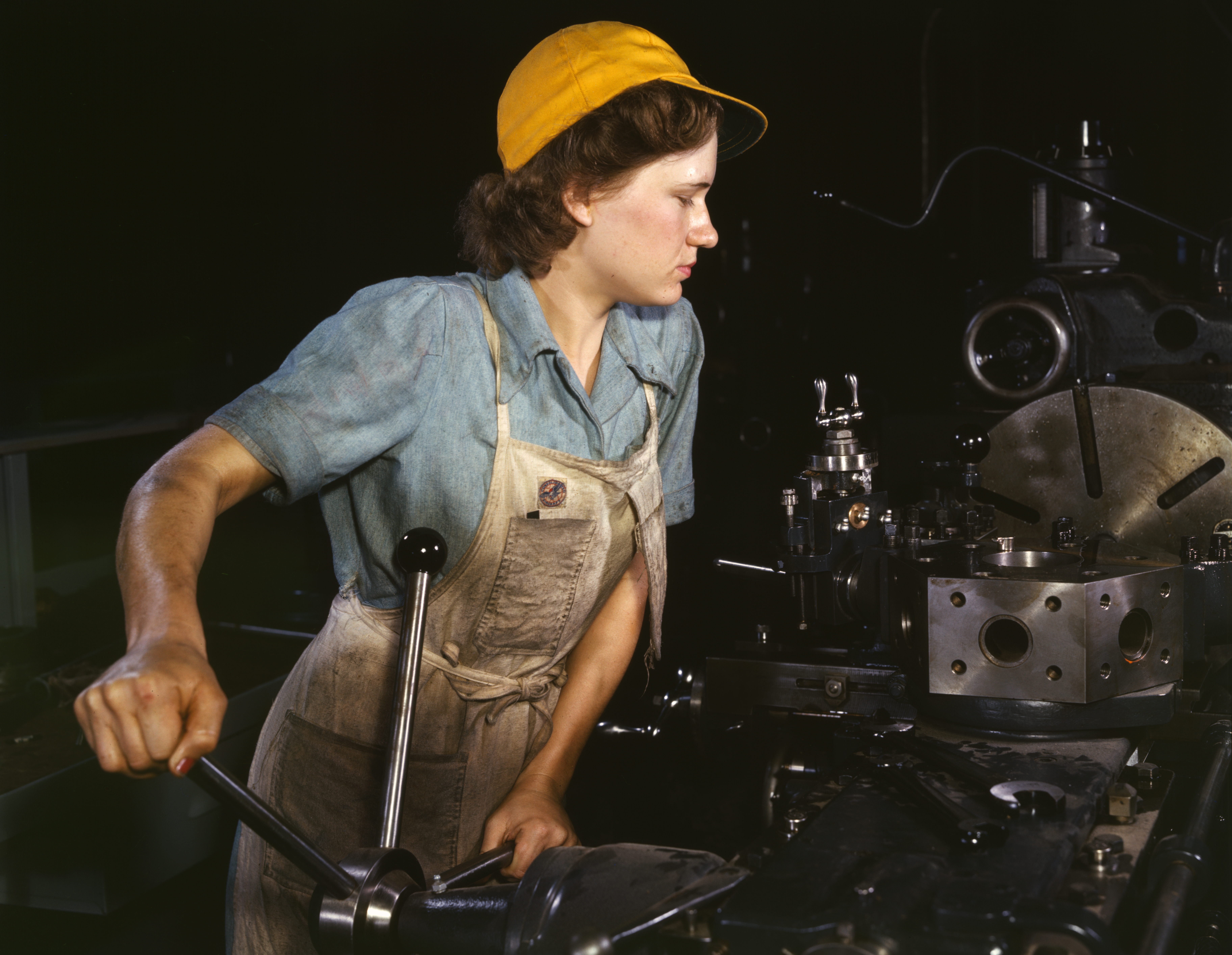
Во время Второй мировой войны впервые в истории США в промышленности в массовом порядке применялся женский труд.

Военное производство во время Второй мировой войны — производство (промышленность) государств в период Второй мировой войны.
Оборонное производство во время Второй мировой войны было ключевым фактором достижения победы над нацистской Германией в тотальной войне за господство в мире.

## Валовой внутренний продукт государств

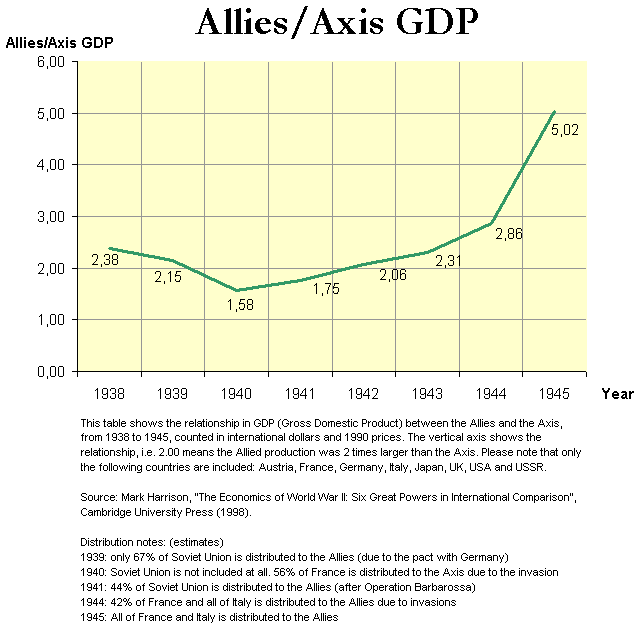
Этот график показывает соотношение ВВП Объединённых наций/стран Оси в течение 1938-45 гг.

Таблица ниже показывает соотношение ВВП основных стран — участников Второй мировой войны, с 1938 года по 1945 год , в млрд международных долларов в ценах 1990 года.
| Государство                       | 1938 | 1939 | 1940 | 1941 | 1942 | 1943 | 1944 | 1945 |
| --------------------------------- | ---- | ---- | ---- | ---- | ---- | ---- | ---- | ---- |
| Австрия                           | 24   | 27   | 27   | 29   | 27   | 28   | 29   | 12   |
| Франция                           | 186  | 199  | 164  | 130  | 116  | 110  | 93   | 101  |
| Германия                          | 351  | 384  | 387  | 412  | 417  | 426  | 437  | 310  |
| Италия                            | 141  | 151  | 147  | 144  | 145  | 137  | 117  | 92   |
| Япония                            | 169  | 184  | 192  | 196  | 197  | 194  | 189  | 144  |
| СССР                              | 359  | 366  | 417  | 359  | 274  | 305  | 362  | 343  |
| Великобритания                    | 284  | 287  | 316  | 344  | 353  | 361  | 346  | 331  |
| США                               | 800  | 869  | 943  | 1094 | 1235 | 1399 | 1499 | 1474 |
| Объединённые нации всего          | 1629 | 1600 | 1331 | 1596 | 1862 | 2065 | 2363 | 2341 |
| Страны Оси всего                  | 685  | 746  | 845  | 911  | 902  | 895  | 826  | 466  |
| ВВП Объединённые нации/страны Оси | 2,38 | 2,15 | 1,58 | 1,75 | 2,06 | 2,31 | 2,86 | 5,02 |

Источник данных для таблицы: Harrison, Mark, «The Economics of World War II: Six Great Powers in International Comparison», Cambridge University Press (1998).

## Военное производство, по типам продукции

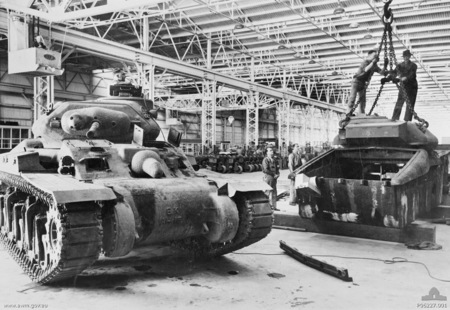
Сборка танков «Сентинел» в пригороде Банкстауна (Новый Южный Уэльс) 1942

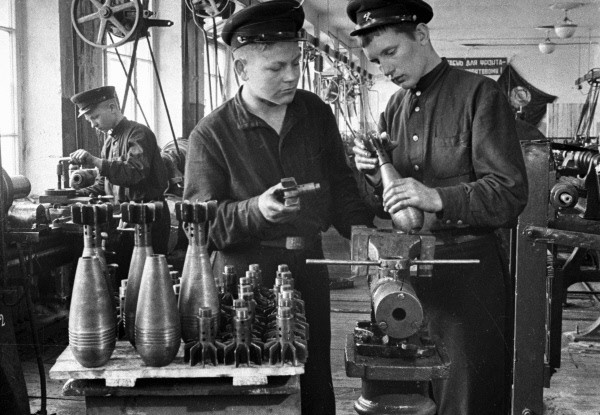
Ремесленники одного из советских училищ изготавливают мины для фронта, 1942 год.

| Вид и тип военной продукции | Государства союзников | Государства «Оси» |
| --------------------------- | --------------------- | ----------------- |
| Танки и САУ                 | 227 235               | 52 345            |
| Артиллерия                  | 914 682               | 180 141           |
| Миномёты                    | 657 000               | 100 000+          |
| Пулемёты                    | 4 744 484             | 1 058 863         |
| Военные грузовики           | 3 060 354             | 594 859           |
| Военные самолёты, всего     | 633 072               | 208 908           |
| * Истребители               | 212 459               | 90 684            |
| * Штурмовики                | 37 549                | 12 539            |
| * Бомбардировщики           | 153 615               | 35 415            |
| * Разведывательные самолёты | 7 885                 | 13 033            |
| * Транспортные самолёты     | 43 045                | 5 657             |
| * Тренировочные самолёты    | 93 578                | 28 516            |
| Военного флота всего        | 2 588                 | 1 461             |
| * Авианосцы                 | 155                   | 16                |
| * Линкоры                   | 13                    | 7                 |
| * Крейсера                  | 82                    | 15                |
| * Эсминцы                   | 814                   | 86                |
| * Эскорты конвоев           | 1 102                 | -                 |
| * Подводные лодки           | 422                   | 1 337             |
| Тоннаж торгового флота      | 33 993 230            | 5 000 000+        |

## Военное производство в разбивке по государствам

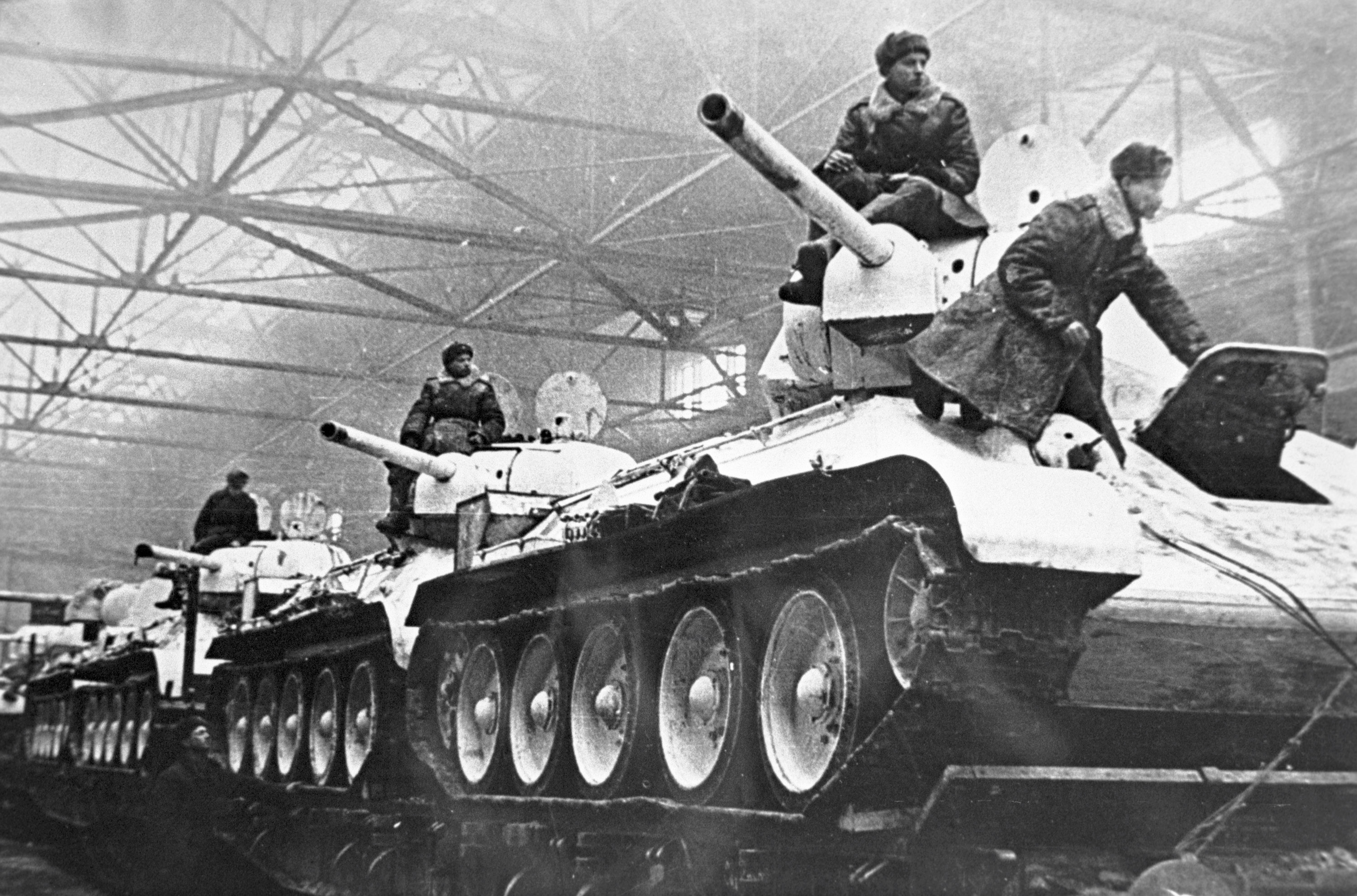
Т-34 на конвейере УЗТМ, 1942

### Наземное оружие

#### Танки и самоходные артиллерийские установки
США = 148,410 (124,067)
СССР = 105,251 (92,595)
Германия = 46,857 (37,794)
Великобритания = 27,896
Канада = 5,678
Япония = ?2,515 или ?5,800
Италия = ?2,473 или ?2,68
Венгрия = ?500 или ?710
Монголия = ?45или ?12
Румыния = 105 (72)

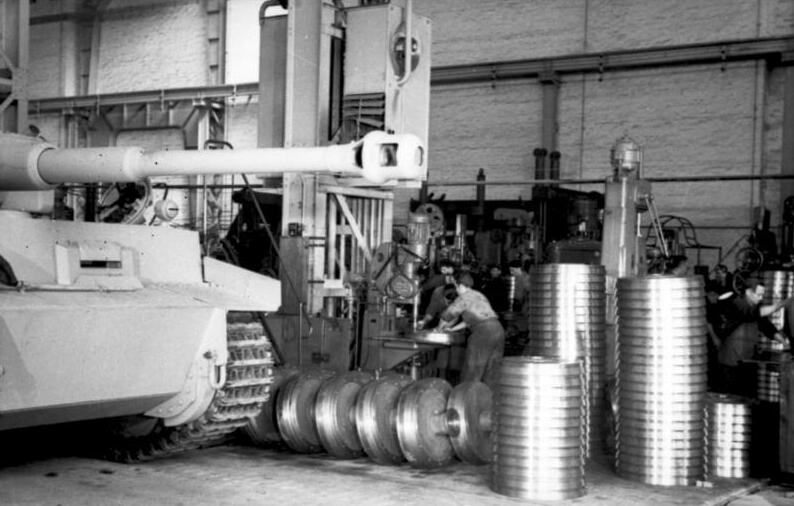
«Тигр» и его катки на немецком заводе, 1944

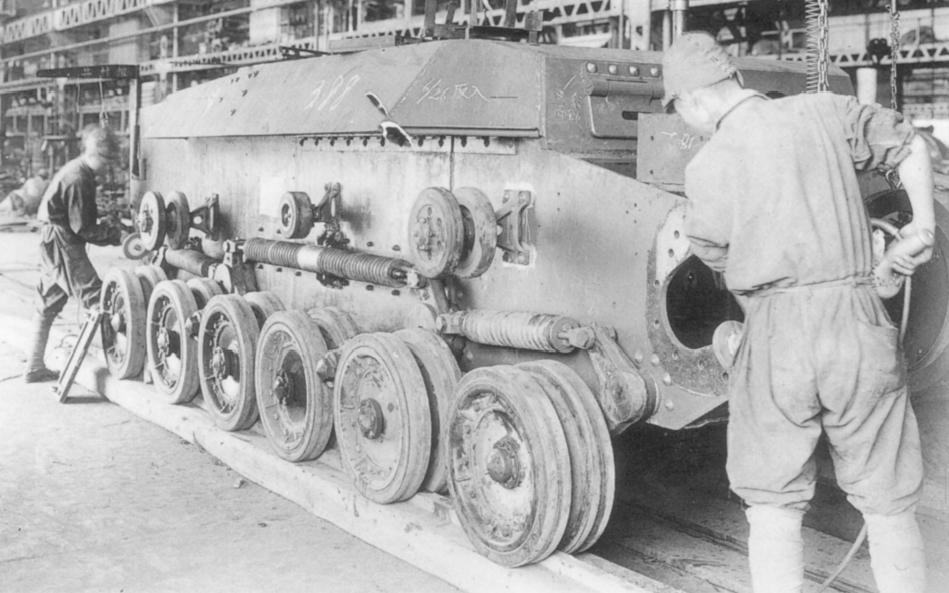
Сборка танка «Чи-ну», 1945

Примечание: Числа в скобках показывает количество танков и САУ с главным калибром 75 мм и выше. Показано не для всех стран (только для самых крупных производителей в данной категории).

#### Артиллерия

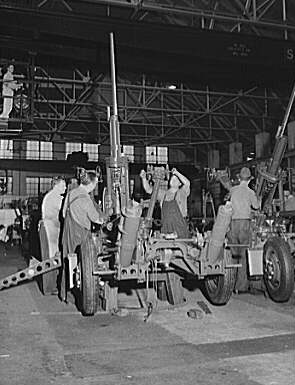
Сборка американской зенитки, 1942

Артиллерия включает зенитные и противотанковые установки с калибром свыше 37 мм. По официальной статистике Федерального портала PROTOWN.RU со ссылкой на Историю Второй мировой войны 1939—1945 годов, за годы войны в СССР произведено 482 200 орудий всех систем и калибров и 347 900 миномётов.
1. СССР = 516 648
2. США =
3. Германия =
4. Великобритания =
5. Япония =
6. Канада =
7. Италия =
8. Прочие страны Британского Содружества =
9. Венгрия = 447
10. Румыния = 2 800

#### Миномёты (50 мм и выше)
1. СССР = 351 800
2. Великобритания = 102 950
3. Германия = 73 484
4. Прочие страны Британского Содружества = ~50000

#### Пулемёты
1. США =
2. СССР = 1,477,400
3. Великобритания = 1 090 410
4. Германия = 1 000 730
5. Япония = 380 000
6. Канада = 251 925
7. Италия = 140 000

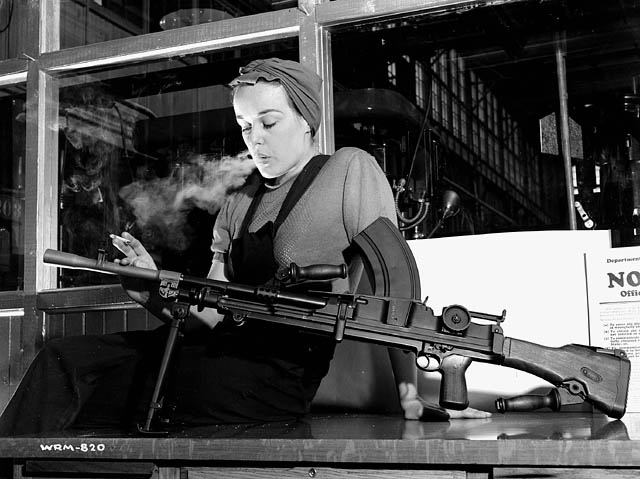
Канадка В. Фостер курит после сборки ручного пулемёта Брен, Торонто, 1941

8. Прочие страны Британского Содружества = 37 983
9. Румыния = 10 000
10. Венгрия = 4 583

#### Военные грузовики

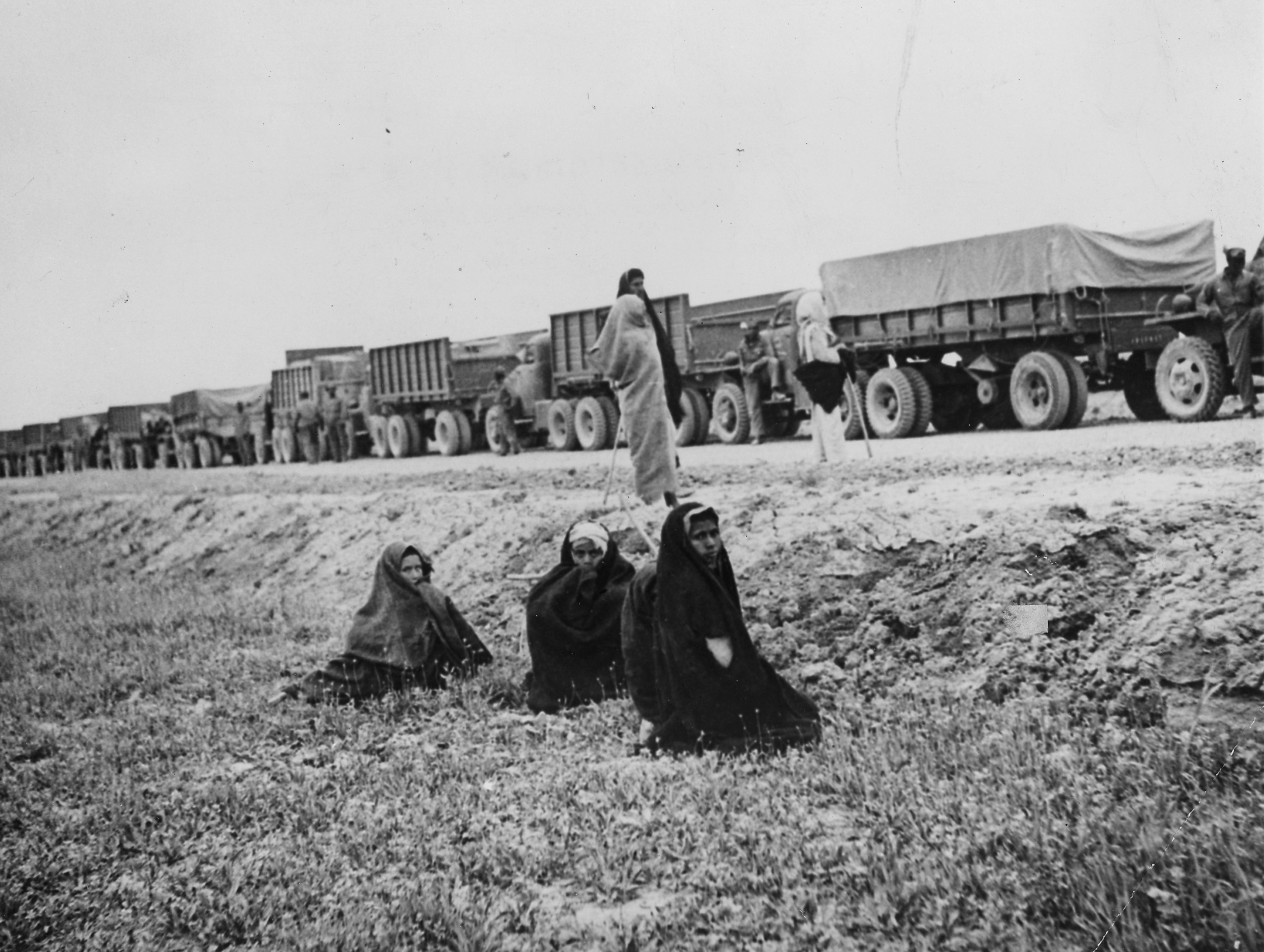
6 мая 1943 г. Американские грузовики Studebaker US6. Восточный Иран. Автоконвой американских поставок в пользу СССР.

1. Канада = 815 729
2. Великобритания = 480 943
3. Германия = 345 914
4. СССР = 265 600
5. Япония = 165 945
6. Италия = 83 000

### Самолёты

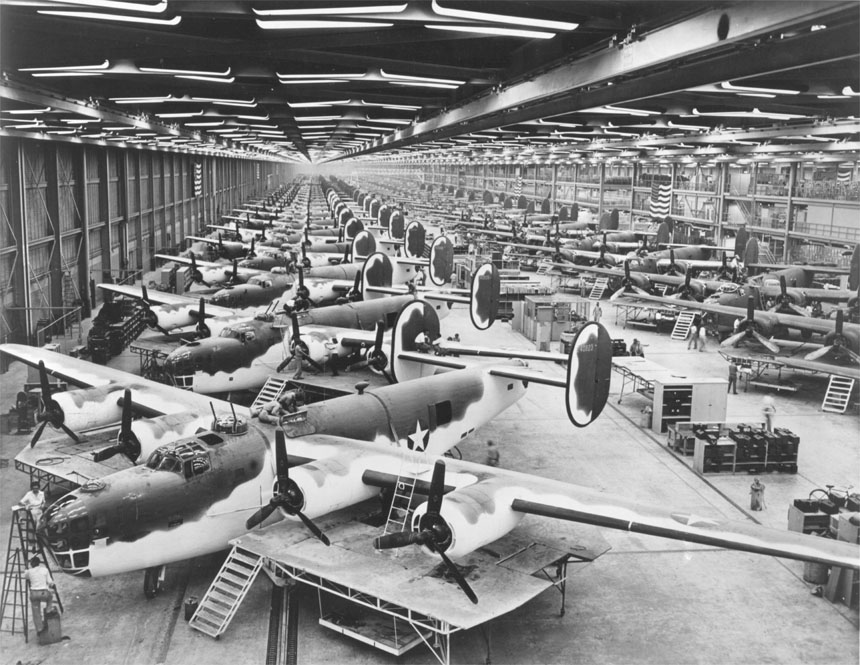
Сборка B-24 в Форт-Уэрте (Техас), 1943

#### Военные самолёты всех типов
1. США = 254 964
2. СССР = 213 742
3. Великобритания = 117 931
4. Япония = 109 320
5. Германия = 108 182
6. Канада = 16 431
7. Италия = 19 699
8. Прочие страны Британского Содружества = 3081
9. Венгрия = 1 046
10. Румыния = 1 113

#### Истребители

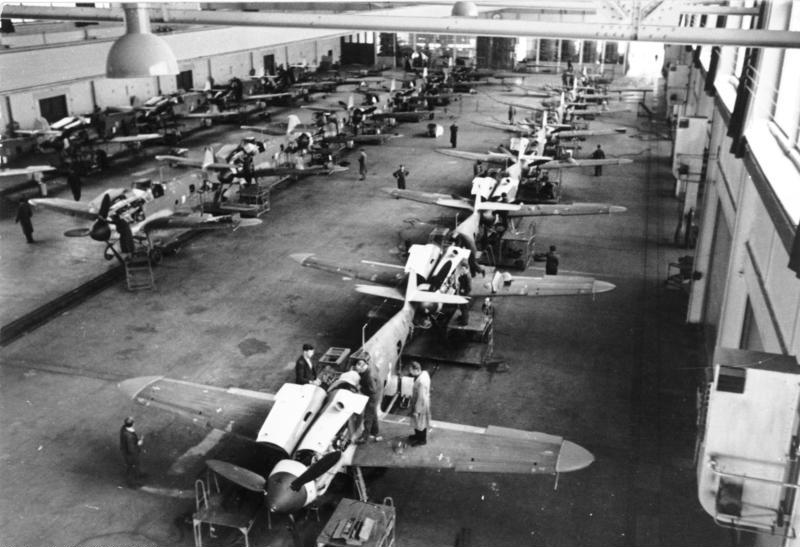
Сборка 109-х «мессеров», 1943

1. США = 71 684
2. СССР = 63 087
3. Германия = 56 484
4. Великобритания = 49 422
5. Япония = 30 447
6. Италия = 4 510

#### Штурмовики
1. СССР = 37 549
2. Германия = 12 539

#### Бомбардировщики

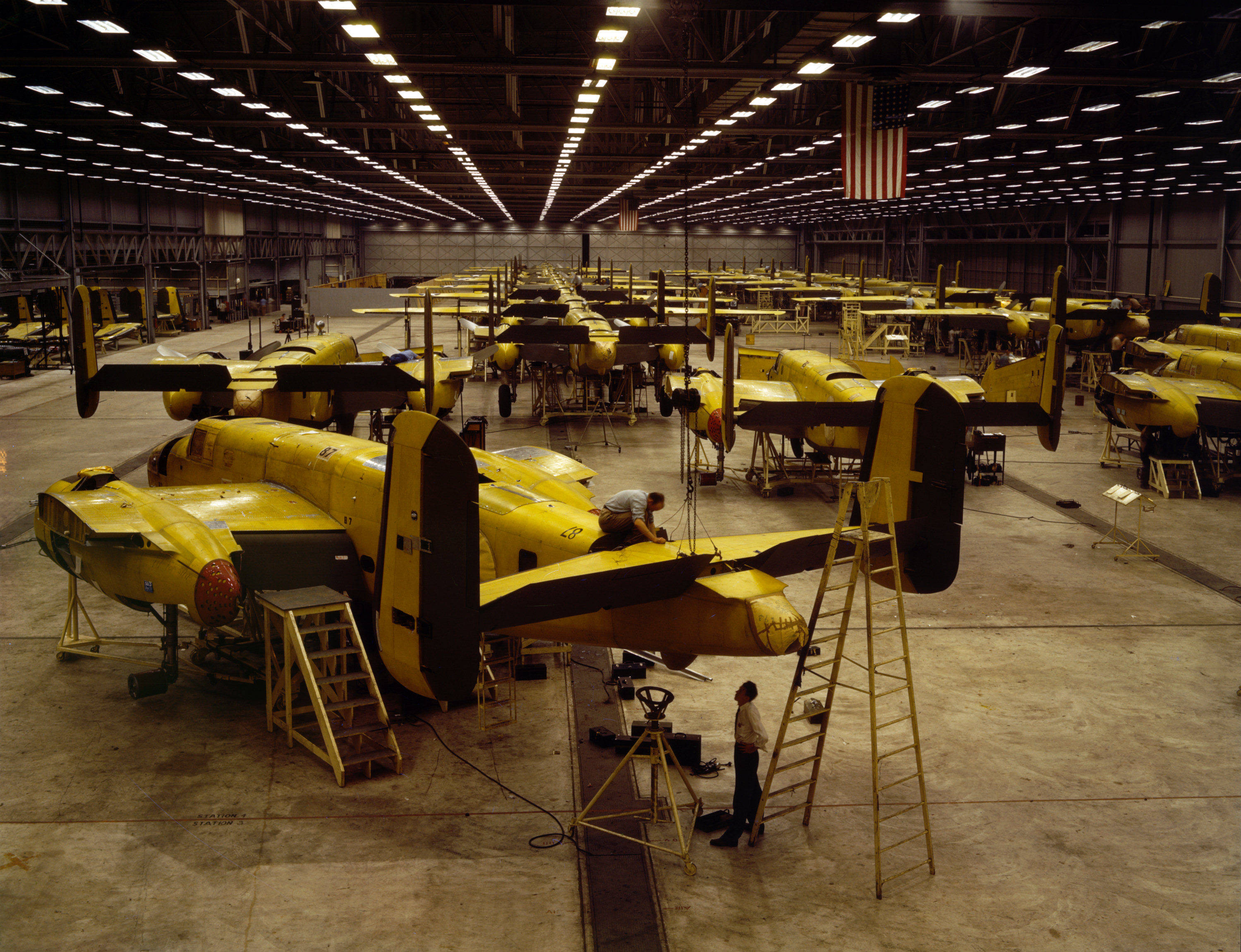
Сборка американских бомбардировщиков B-25, октябрь 1942

1. США = 97 810
2. Великобритания = 34 689
3. СССР = 21 116
4. Германия = 18 235
5. Япония = 15 117
6. Италия = 6 484

#### Разведывательные самолёты
1. Германия = 6 299
2. Япония = 5 654
3. Великобритания = 3 967
4. США = 3 918
5. Италия=2 722

#### Транспортные самолёты
1. США = 23 929
2. СССР = 17 332
3. Германия = 3 079
4. Япония = 2 110
5. Великобритания = 1 784
6. Италия = 1868

#### Учебные самолёты
1. США = 57 623
2. Великобритания = 31 864
3. Япония = 15 201
4. Германия = 11 546
5. СССР = 4 061
6. Италия = 1 769

### Морские суда

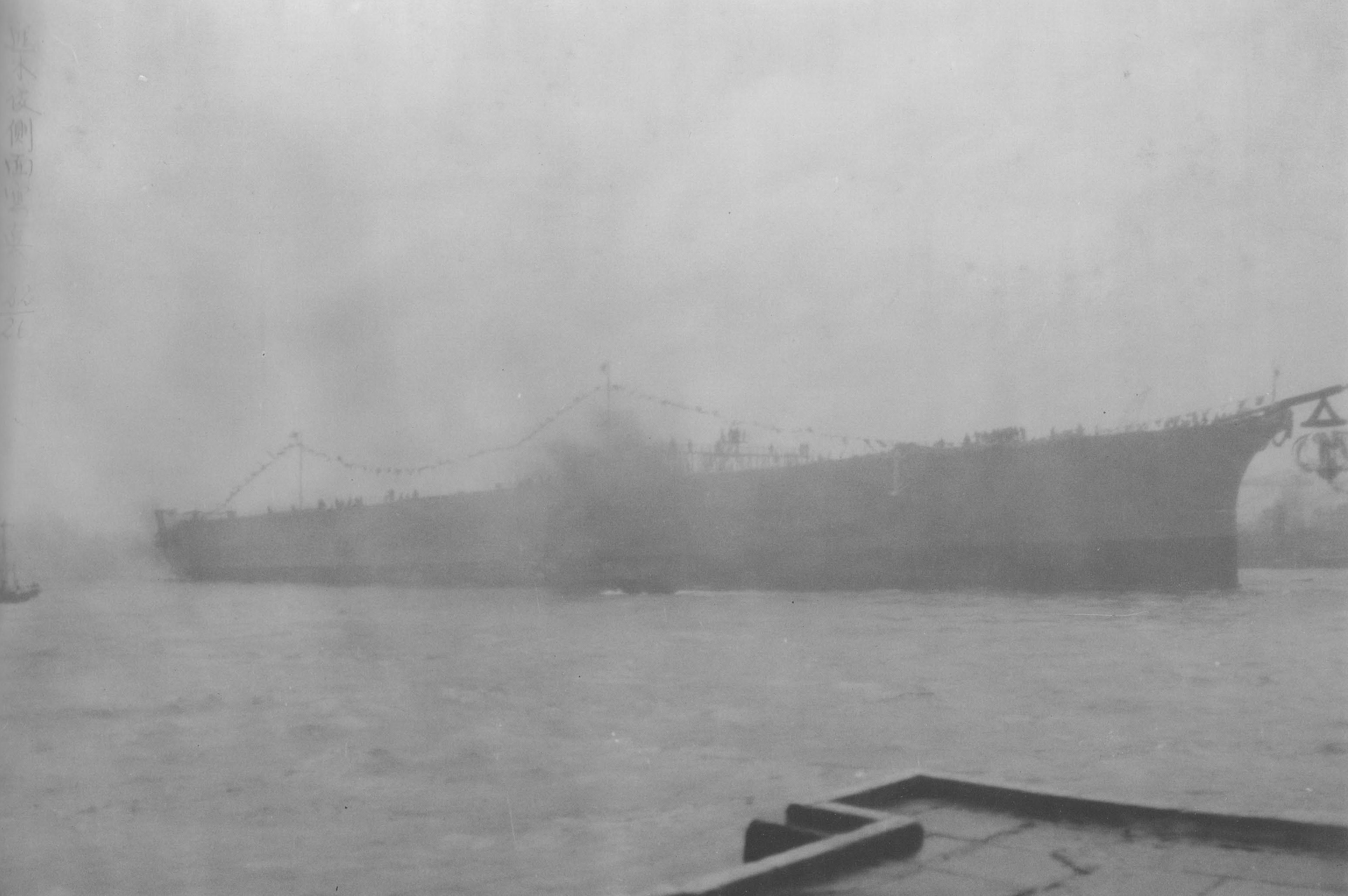
Спуск на воду авианосца Сёкаку в проливной дождь, 1939

#### Авианосцы
1. США = 22 (141)
2. Япония = 16
3. Великобритания = 14
4. Германия = 0 (ни один не был закончен к концу войны)

Число в скобках показывает количество эскортных авианосцев 

#### Линкоры

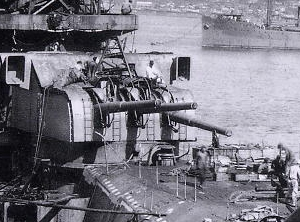
Установка орудия вспомогательного среднего калибра на самый большой в мире линкор Ямато, 1941

1. США = 10
2. Великобритания = 5
3. Италия = 3
4. Япония = 2
5. Германия = 2

#### Крейсера

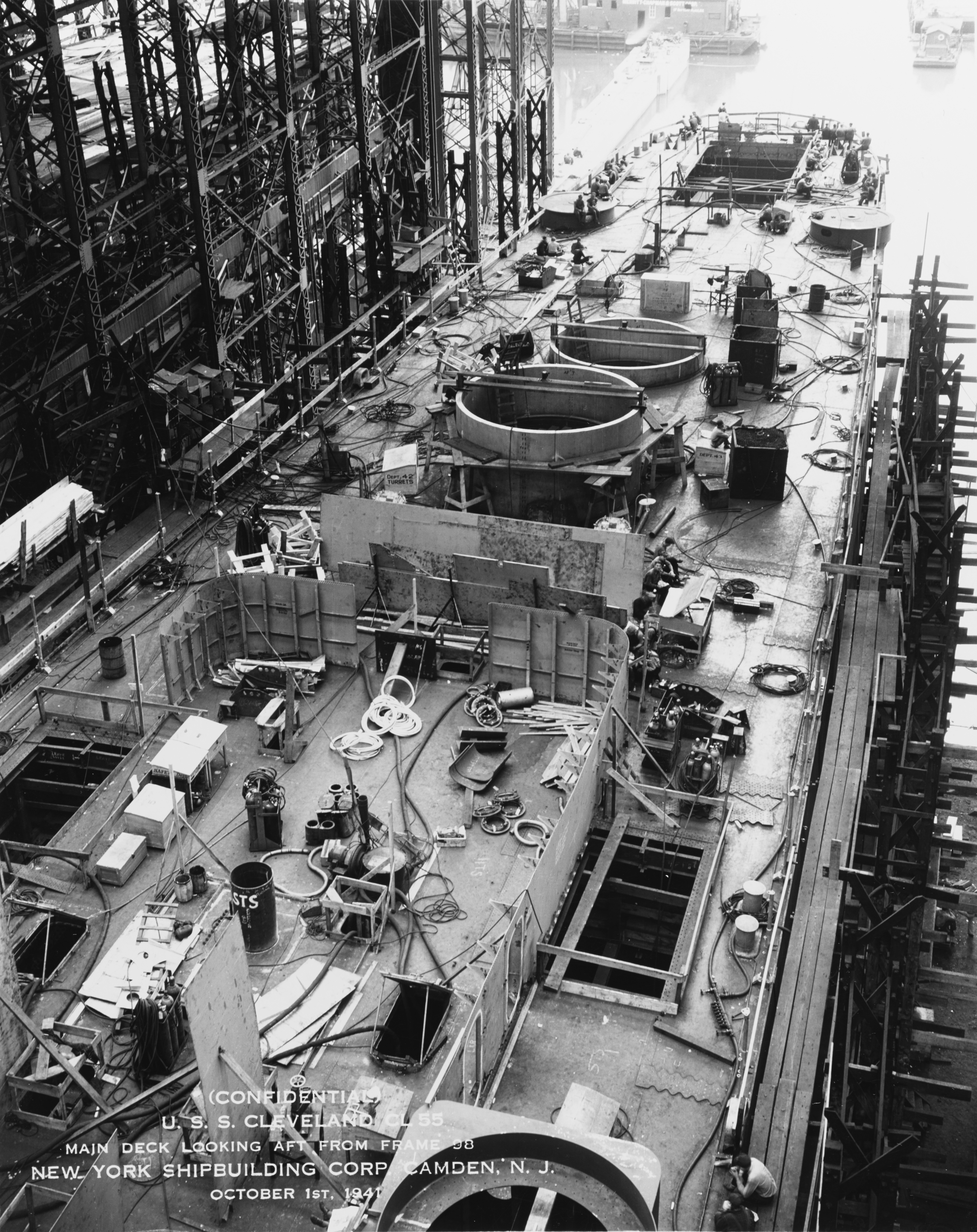
Американский лёгкий крейсер USS Cleveland (CL-55) одноимённого типа на стапеле, 1941

1. США = 48
2. Великобритания = 32
3. Япония = 9
4. Италия = 6
5. СССР = 2

#### Эсминцы

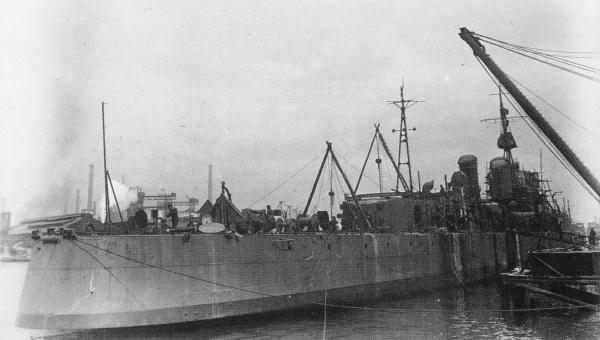
Японский эсминец Акисимо, Осака, 1944

1. США = 349
2. Великобритания = 240
3. Япония = 63
4. СССР = 25
5. Германия = 17
6. Италия = 6

#### Эскортные корабли
1. США = 498
2. Великобритания = 413
3. Канада = 191
4. Германия = 23

#### Подводные лодки
1. Германия = 1 337
2. США = 422
3. Япония = 167
4. Великобритания = 167
5. СССР = 52
6. Италия = 28
7. Румыния = 2

#### Суда торгового флота (тоннаж)
1. США = 33 993 230
2. Великобритания = 6 378 899
3. Япония = 4 152 361

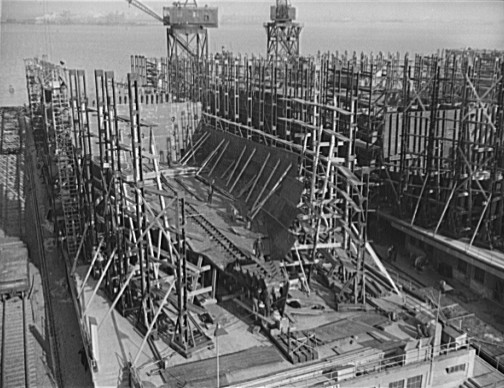
Транспорт типа «Либерти» на стапеле, Балтимор, 1943

4. Прочие страны Британского Содружества = 2 702 943
5. Италия = 469 606

### Материалы

#### Уголь
Тонн
1. США = 3 549 200 000
2. СССР = 2 845 300 000
3. Германия = 2 420 300 000
4. Великобритания = 1 441 200 000
5. Япония = 543 200 000[10]
6. Канада = 101 900 000
7. Италия = 168 400 000
8. Венгрия = 6 600 000
9. Румыния = 1 600 000

#### Железная руда
Тонн
1. США = 396 900 000
2. СССР = 257 350 000
3. Германия = 240 700 000
4. Великобритания = 119 300 000
5. Япония = 42 800 000
6. Венгрия = 14 100 000
7. Румыния = 10 800 000
8. Италия = 4 400 000
9. Канада = 3 600 000

#### Нефть
Тонн 
1. США = 533 200 000
2. СССР = 234 500 000
3. Великобритания = 190 800 000

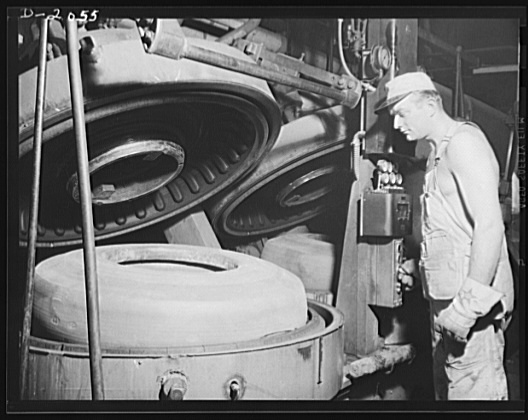
Изготовление шин компании Firestone, Акрон (Огайо), 1941

4. Германия = 33 400 000 (включая 23 400 000 синтетической нефти)
5. Румыния = 25 000 000
6. Канада = 8 400 000
7. Япония = 5 200 000
8. Венгрия = 3 200 000

## Изображения

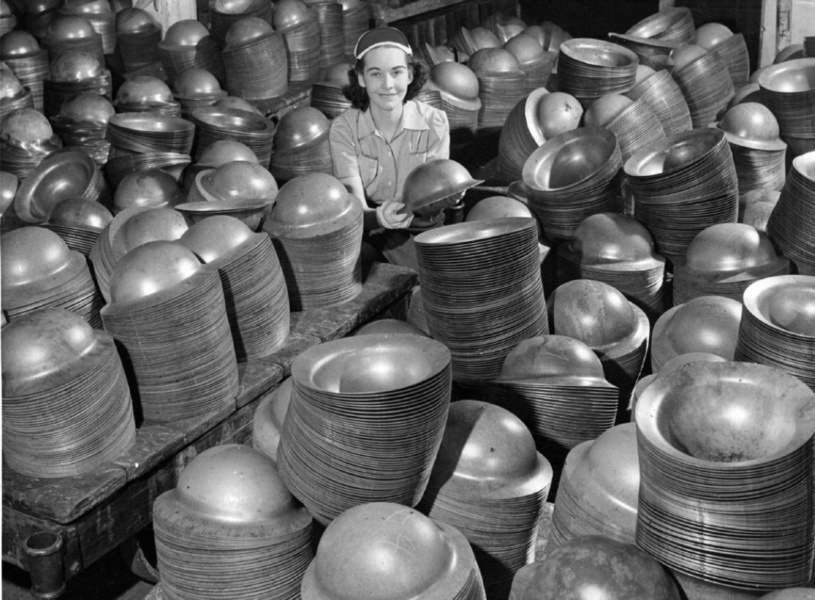
Многочисленные «каски Броди» на фабрике в Торонто.
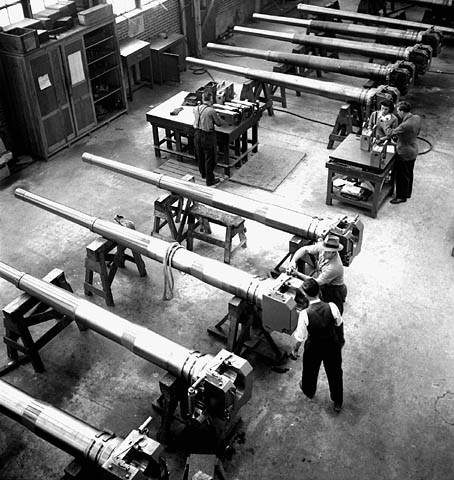
Проверка стволов морской артиллерии четырёхдюймового калибра[англ.], Квебек.